# Fibrilhação ventricular
Fibrilhação (português europeu) ou Fibrilação (português brasileiro) Ventricular (FV), determinada inicialmente por Carl Ludwig(1816-1895), é uma situação patológica caracterizada por traçado irregular, de amplitude variada e ondas grosseiras. É responsável por 90% das paradas cardiorrespiratórias em ambiente extra-hospitalar [carece de fontes?]. Seu tratamento é efetuado com o uso do desfibrilador.

## Descrição
A fibrilação ventricular é um tipo de arritmia cardíaca. Acontece quando não existe sincronicidade na contração das fibras musculares cardíacas (miocárdio) dos ventrículos. Desta maneira não existe uma contração efetiva, levando a uma consequente parada cardiorrespiratória e circulatória. A não existência da circulação do sangue impede a chegada de oxigênio e nutrientes ao miocárdio e a retirada do gás carbônico e produtos de metabolismo formados, diminuindo rapidamente a capacidade de contração cardíaca. Este círculo vicioso, se não revertido por tratamento imediato, leva à morte do organismo. 
A contração do coração implica a sincronização entre contração de átrios e, posteriormente, de ventrículos. Desta forma, o estímulo das fibras musculares no átrio tem que chegar ao ventrículo, percorrendo um caminho ao longo de sucessivas fibras musculares cardíacas.
A fibrilação ocorre devido a uma situação patológica em que a progressão do estímulo proveniente do átrio não chega a entrar no ventrículo, formando como que um ciclo dentro do próprio átrio. Isto faz com que o átrio contraia constantemente, sem haver contração do ventrículo.